# Бодвар Бодварссон
Бодвар Бодварссон (нар. 9 квітня 1995, Гапнарф'єрдюр, Ісландія) — ісландський футболіст, захисник клубу «Ягеллонія».

## Клубна кар'єра
Розпочав займатися футболом з 3-річного віку. Вихованець молодіжної академії клубу ГФ з рідного міста Гапнарфйордур. 20 липня 2013 року дебютував в Урвалсдейлді в переможному (4:0) поєдинку проти «Кеплавіка», в якому вийшов на поле на 75-й хвилині, замінивши Бйорна Данієля Сверріссона. У сезоні 2014 року розпочав регулярно виходити на поле в матчах чемпіонату Ісландії. У квітні 2014 року став володарем Кубку ісландської ліги, у фіналі турніру клуб Бодвара переміг «Брєйдаблік» (4:1). У липні 2014 року дебютував у єврокубках у першому матчі з «Гленавоном» (3:0) у кваліфікації Ліги Європи 2014/15. У 2015 році разом з ФГ став переможцем національного чемпіонату. У лютому 2016 року на правах оренди перейшов до данського «Мідтьюлланну» (Суперліга), де не зіграв жодного поєдинку в національному чемпіонаті й через 3 місяці повернувся до рідного клубу. У сезоні 2016 року завоював своє друге чемпіонство Ісландії.
У лютому 2018 року Борварссон підписав 3,5-річний контракт з «Ягеллонією» (Білосток), яку тренував Іренеуша Мамрот. Таким чином, Бодвар став першим ісландцем в історії Екстракляси.

## Кар'єра в збірній
У 2014 році зіграв 2 поєдинки у збірній Ісландії U-19. У 2015—2016 роках виступав у команді U-21, в складі якої провів 11 поєдинків.
10 січня 2017 року дебютував у складі національної збірної Ісландії в переможному (2:0) товариському матчі проти Китаю в Наньніні.

## Досягнення
«Гапнарфйордур»
- Урвалсдейлд
  -  Чемпіон (2): 2015, 2016

- Кубок ісландської ліги
  -  Володар (1): 2014

- Суперкубок Ісландії
  -  Володар (1): 2013